# Менгеш
Менгеш (словен. Mengeš) је град и управно средиште истоимене општине Менгеш, која припада Средишњесловеначкој регији у Републици Словенији.
По попису становништва из 2011. године насеље Менгеш имало је 6.112 становника.